# Ангелско сърце
Ангелско сърце (на английски: Angel Heart) е игрален филм написан и режисиран от Алън Паркър, който излиза по екраните през 1987 г. Главните роли се изпълняват от Мики Рурк и Робърт Де Ниро. Бидейки изключително атмосферичен и изпълнен със символи, филмът комбинира елементи на Филм ноар, детективска история, трилър и драма. Изпълнението на Мики Рурк в главната роля на Хари Ейнджъл е високо оценено от филмовата критика.

## Сюжет
Сценарият е адаптиран по новелата Падащият Ангел от Уилям Хьортсберг. Като цяло повествованието се придържа изцяло към оригинала, с изключение на зачеването на Епифани Проудфут, както и фактът, че действието в книгата не напуска Ню Йорк докато значителна част от филма се развива в Ню Орлийнс.

## В ролите
| Актьор            | Роля                  |
| ----------------- | --------------------- |
| Мики Рурк         | Хари Ейнджъл          |
| Робърт Де Ниро    | Луис Сайфър / дяволът |
| Шарлот Рамплинг   | Маргарет Крузмарк     |
| Лиза Бонет        | Епифани Проудфут      |
| Стокър Фонтелю    | Итън Крузмарк         |
| Брауни МакГее     | Тутс Суийт            |
| Майкъл Хиджинс    | д-р Албърт Фаулър     |
| Елизабет Уиткрафт | Кони                  |
| Елиът Кийнър      | детектив Щърн         |
| Чарлс Гордън      | Спайдър Симпсън       |
| Дан Флорек        | Хърман Уайнсап        |
| Катлийн Уилхойт   | медицинската сестра   |
| Джордж Бък        | Изи                   |

## Награди и Номинации
Награди на академията за фентъзи и хорър филми (САЩ):
- Номинация за най-добра поддържаща роля на Робърт де Ниро[4]
- Номинация за най-добра поддържаща роля на Лиза Бонет[4]
- Номинация за най-добър сценарий на Алън Паркър[4]